# 炎黄职业技术学院
炎黄职业技术学院是台湾教育家蒋志平在其故乡江苏省涟水县创办的一所全日制民办高等学校。学校于1999年建立，其时名为“炎黄大学”，为当时淮安市第一所也是唯一的一所民办高等学府。目前（条目编写于2023年12月），校园占地面积为20.6万平方米，校舍建筑面积近12万平方米，教职工263人，专职教师165人，兼职教师72人；设有汽车工程系、休闲观光系、建筑工程系、机电信息工程系、经济管理系、幼儿教育与保健系、时尚造型设计系7个系以及一个通识教育中心，开设有35个专业，在校班级116个，学生4300余名，包括三年制高职和五年制高职两种学制。 